# Apokalypsgrottan
Apokalypsgrottan ligger omkring halvvägs uppför berget på ön Patmos i Grekland, längs vägen mellan byarna Chora och Skala. Grottan sägs markera platsen där Johannes fick sin uppenbarelse och som har nedtecknats i Uppenbarelseboken. 1999 blev grottan tillsammans med Sankt Johannes kloster ett världsarv.

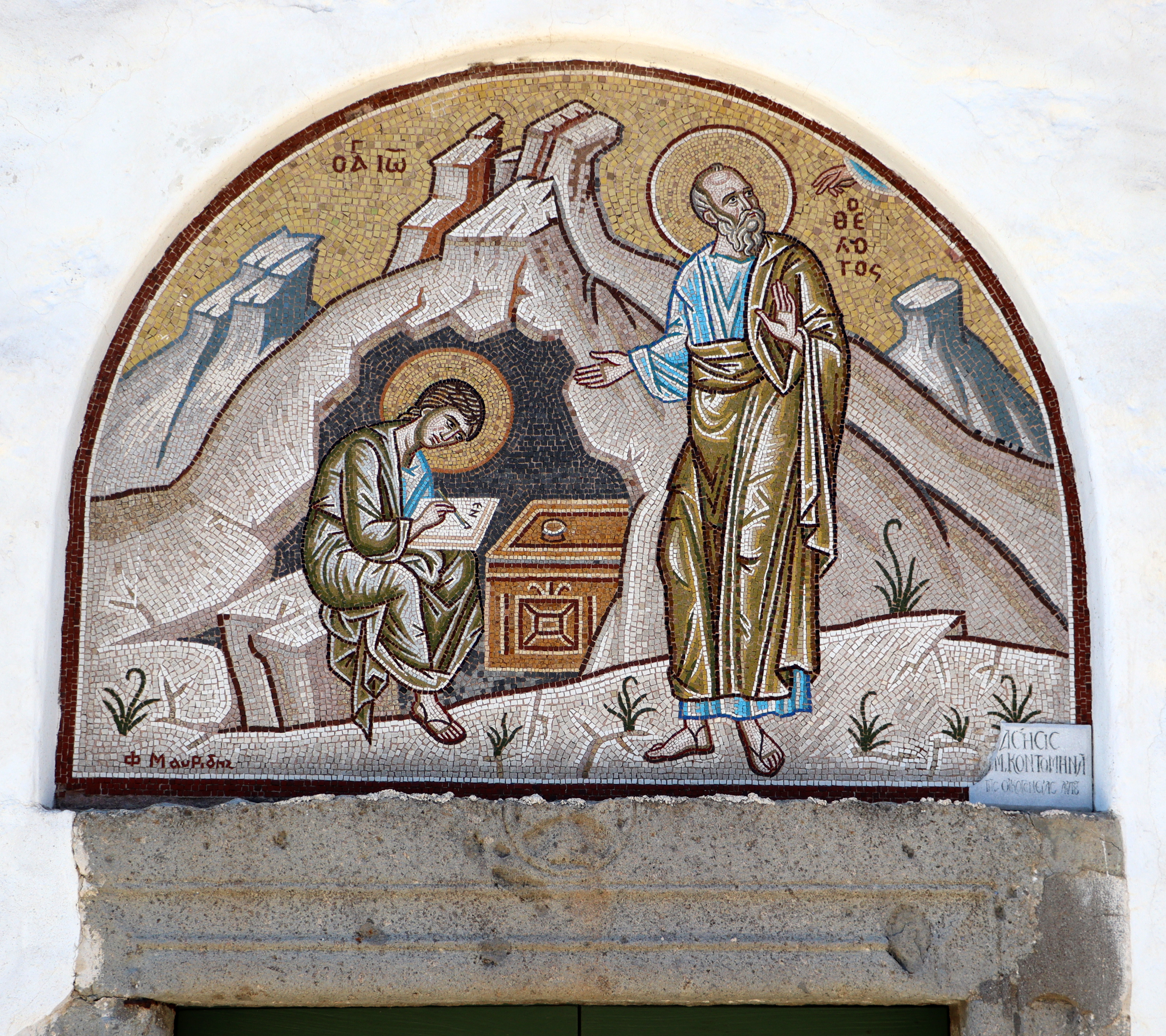
Mosaik över ingången till apokalypsgrottan som avbildar Johannes (till höger) och hans lärjunge Prochoros, som överför Johannes uppenbarelse till skriftlig form.

Apokalypsgrottan, (grekiska: Σπήλαιο Αποκάλυψης, uttalas [Spilaio Apokalypsis]), ligger omkring halvvägs uppför berget på ön Patmos i Grekland, längs vägen mellan byarna Chora och Skala på den egeiska ön Patmos. Grottan sägs markera platsen där Johannes fick sin uppenbarelse, som har nedtecknats i Uppenbarelseboken.

## Världsarv
1999 förklarade Unesco grottan som ett gemensamt världsarv (tillsammans med Sankt Johannes kloster som ligger på den högsta punkten av ön, som en av kristendomens heligaste platser.

## Historia
Johannes (även känd som Johannes Uppenbararen, Johannes den gudomlige eller Johannes teologen) var medlem av Jesu Kristi inre krets (De tolv apostlarna). Romarriket ansåg de tidiga kristna som en konstig kult och erkändes som besvärliga individer och potentiella problem för imperiet. Under 1:a århundradet, när romarna styrdes av Domitianus, förföljdes flera av Kristi efterföljare och förvisades till ön Patmos. Utvisning under denna tidsperiod var ett vanligt straff för brott som att utöva magi och/eller astrologi. För det romerska imperiet var profetior ett identiskt brott oavsett om det var hedniskt, kristet eller judiskt, eftersom romarna såg det som ett hot mot deras makt. Av denna anledning sändes Johannes, bland otaliga andra, till Patmos för att avtjäna sitt fängelsestraff under de svåra förhållandena på den lilla och klippiga ön.
På denna ö fick Johannes visioner om jordens sista dagar, där han bevittnade förstörelsen av den gamla jorden och skapandet av den nya jorden, när den heliga staden Jerusalem kom ner från himlen.  Grottan blev en tillflyktsort för honom och hans trogna lärjunge och skriftlärde Prochorus som också hade blivit landsförvisad. Det har berättats i kristen tradition att klippan inuti grottan strimlades, och genom tre smala öppningar, som symboliserade den heliga treenigheten,  hörde han en hög röst i sitt huvud som instruerade honom att skriva ner vad han såg i en bok och skicka den till de sju kyrkorna. Platsen på ön där han tog emot och skrev ner dessa visioner blev känd som Apokalypsens grotta för att beteckna händelsen med världens ände, och han sammanställde sina skrifter till vad som blev känt som Uppenbarelseboken i Bibeln.

## Sankt Johannes kloster
Sankt Johannes kloster är ett grekisk-ortodoxt kloster tillägnat Johannes av Patmos. Det grundades 1088 och ligger på öns högsta punkt. År 1088 gav den bysantinske kejsaren Alexios I Komnenos ön Patmos som gåva till soldaten och prästen Johannes Christodoulos. Huvuddelen av klostret byggdes av Christodoulos själv under de följande tre åren. Själva klostret dominerar ön, vilket ledde till koloniseringen av staden nedanför, som kom att kallas Chóra. Klostret karakteriseras som en månghörnig borg med torn och krenelering, borgens pansar, med en samling av handskrifter, liturgisk konst och föremål, samt ikonerer. Klostrets exteriör var kraftigt befäst på grund av hotet om pirataktiviteter och möjliga anfall från seljukturkarna under tidsperioden. De primära delarna av klostret utformades och byggdes i slutet av 1000-talet. De mest anmärkningsvärda delarna av klostret är Katholikon, som var huvudkyrkan, Panagias kapell och matsalen, ett rum som användes för gemensamma måltider. Själva borgen är kantad av vita väggar av klosterceller på norra och västra sidorna av gården. Den södra delen av byggnaden utgörs av en tvåvånings arkad som kallas Tzafara. Denna del av klostret kläddes med sten år 1698, och slutligen utgörs den östra sidan av borgen av Katholikon. Klostret förklarades  som världsarv av UNESCO 1999.